# Bob Kaliban
Bob Kaliban est un acteur américain né le 6 novembre 1933 à Lisbon (Iowa) et mort le 12 décembre 2020.

## Filmographie
- 1963 : What's Going on Here? (TV)
- 1965 : Kibbee Hates Fitch (TV) : Clerk Walsh
- 1968 : What's So Bad About Feeling Good? : Junior Executive
- 1968 : Operation Greasepaint (TV) : Horton
- 1970 : The Night the Animals Talked : Goat
- 1970 : Lovers and Other Strangers : Hotel clerk
- 1978 : A Special Valentine with the Family Circus (TV) : Daddy
- 1978 : If Ever I See You Again (en) de Joseph Brooks (en) : Supervisor
- 1979 : A Family Circus Christmas (TV) : Daddy
- 1979 : Something Short of Paradise : George Pendleton
- 1980 : Drawing Power (série télévisée) : Pop
- 1980 : Le Chaînon manquant : (Voice)
- 1980 : The Berenstain Bears Meet Big Paw (TV) : Big Paw / Announcer
- 1982 : A Family Circus Easter (TV) : Daddy
- 1973 : Schoolhouse Rock! (série télévisée) : Mr. Chips (unknown episodes, 1983-1984)
- 1984 : Le Big Bang
- 1993 : Tracey Takes on New York (TV)
- 1995 : Princess Gwenevere and the Jewel Riders (série télévisée) : Voice (unknown episodes)
- 1996 : Christmas in Cartoontown (vidéo) : Voice
- 1996 : Ace Ventura détective ("Ace Ventura: Pet Detective") (série télévisée) : Additional Voices (unknown episodes)
- 2001 : Zelimo : Zelimo Voice Over (voix)
- 2003 : C'est de famille! (It Runs in the Family) : Jim Lindsay